# Volo Somali Airlines 40
Il volo Somali Airlines 40 era un volo interno della Somali Airlines il 20 luglio 1981 da Mogadiscio ad Hargheisa in Somalia. L'aereo si schiantò pochi minuti dopo il decollo e tutti i 44 passeggeri e sei membri dell'equipaggio a bordo rimasero uccisi.

## Il volo e l'incidente
Il 20 luglio 1981, il volo Somali Airlines 40, operato da un Fokker F27 Friendship, decollò dall'Aeroporto Internazionale Aden Adde di Mogadiscio in rotta verso l'Aeroporto Internazionale di Hargeisa ad Hargheisa. Successivamente tornò in aeroporto per alcune riparazioni, prima di partire una seconda volta. Pochi minuti dopo il decollo del volo 40, il Fokker entrò in una zona di forti piogge. Successivamente i piloti persero il controllo e si schiantarono vicino alla città di Balad. Tutte le 50 persone a bordo persero la vita, il più grande numero di vittime in un singolo incidente aereo nello spazio aereo somalo.

## L'indagine
L'indagine sull'incidente stabilì che l'aereo era entrato in una picchiata a spirale dopo aver incontrato forti raffiche verticali. I carichi durante la caduta aumentarono a circa 5,76 g, superando i limiti di sollecitazione progettati del Fokker F27 e provocando la separazione dell'ala destra. Si credette che l'equipaggio di condotta avesse commesso un errore nel decollo durante il temporale.